# Repton (Alabama)
Repton est une ville du comté de Conecuh, en Alabama, aux États-Unis,.
En 1899, la compagnie ferroviaire Louisville and Nashville Railroad achève une ligne de raccordement entre Pine Apple, dans le comté de Wilcox et Repton. Cette année-là, un bureau postal est également ouvert à Repton. Au début du XXe siècle, Repton est une ville ferroviaire très active et prend son nom d'un fonctionnaire du chemin de fer local. La ville est incorporée en janvier 1899 et une loge maçonnique y est créée en 1907.

## Démographie
| 1900 | 1910 | 1920 | 1930 | 1940 | 1950 | 1960 | 1970 |
| ---- | ---- | ---- | ---- | ---- | ---- | ---- | ---- |
| 170  | 331  | 422  | 420  | 365  | 364  | 314  | 277  |

| 1980 | 1990 | 2000 | 2010 | - | - | - | - |
| ---- | ---- | ---- | ---- | - | - | - | - |
| 313  | 293  | 280  | 282  | - | - | - | - |

## Source de la traduction
- (en) Cet article est partiellement ou en totalité issu de l’article de Wikipédia en anglais intitulé « Repton, Alabama » (voir la liste des auteurs).